# Leena Lehtolainen
Leena Katriina Lehtolainen, přechýleně Leena Katriina Lehtolainenová (* 11. března 1964, Vesanto) je současná finská spisovatelka detektivních románů.

## Tvorba
První kniha, román Ja äkkiä onkin toukokuu (A najednou už je tu květen), vyšel Leeně Lehtolainenové již v roce 1976, když jí bylo teprve dvanáct let (a již v něm se objevují detektivní prvky). V sedmnácti letech (roku 1981) vydala další knihu, román o kytaristovi školní punkové kapely Kitara on rakkauteni (Kytara je má láska). Po studiích literatury v Helsinkách se zabývala zkoumáním detektivních románů psaných ženami a působila také jako novinářka. Kromě britských klasiček žánru jako je Agatha Christie, P. D. Jamesová nebo Dorothy L. Sayersová se věnovala také dílu průkopnice ženské detektivky ve Finsku Eevy Tenhunenové. Ke psaní vlastních detektivních příběhů se dostala proto, že již v mládí chtěla být policistkou nebo spisovatelkou. Její první detektivní román vyšel roku 1993 pod názvem Ensimmäinen murhani (Moje první vražda) a je to zároveň první kniha ze série o energické inspektorce (a později komisařce) Marii Kalliové. V současné době žije autorka v Espoo, kde se také odehrává většina jejích příběhů.
Leena Lehtolainen vypráví psychologicky propracované detektivní příběhy, v nichž do současných zločinů často zasahují dávné události. Zároveň však líčí civilní život své hrdinky, čímž navazuje na tradici severské detektivky, jejíž nedílnou součástí je zobrazení životního stylu postav. Maria Kalliová se tak kromě pátrání zabývá také tím, jak skloubit policejní kariéru s běžným životem, s partnerskými vztahy, se založením rodiny atp. Kromě série o Kalliové napsala Leena Lehtolainen několik dalších detektivních románů a dvě sbírky detektivních povídek.
Autorka získala za svou tvorbu různá ocenění – několikrát například cenu Johtolanka (Stopa) pro nejlepší detektivku roku. Její knihy byly zdramatizovány a byly přeloženy do více než deseti jazyků.
Její do češtiny přeložené tituly jsou vydávány nakladatelstvím Hejkal pod nepřechýleným jménem Leena Lehtolainen.

## Dílo

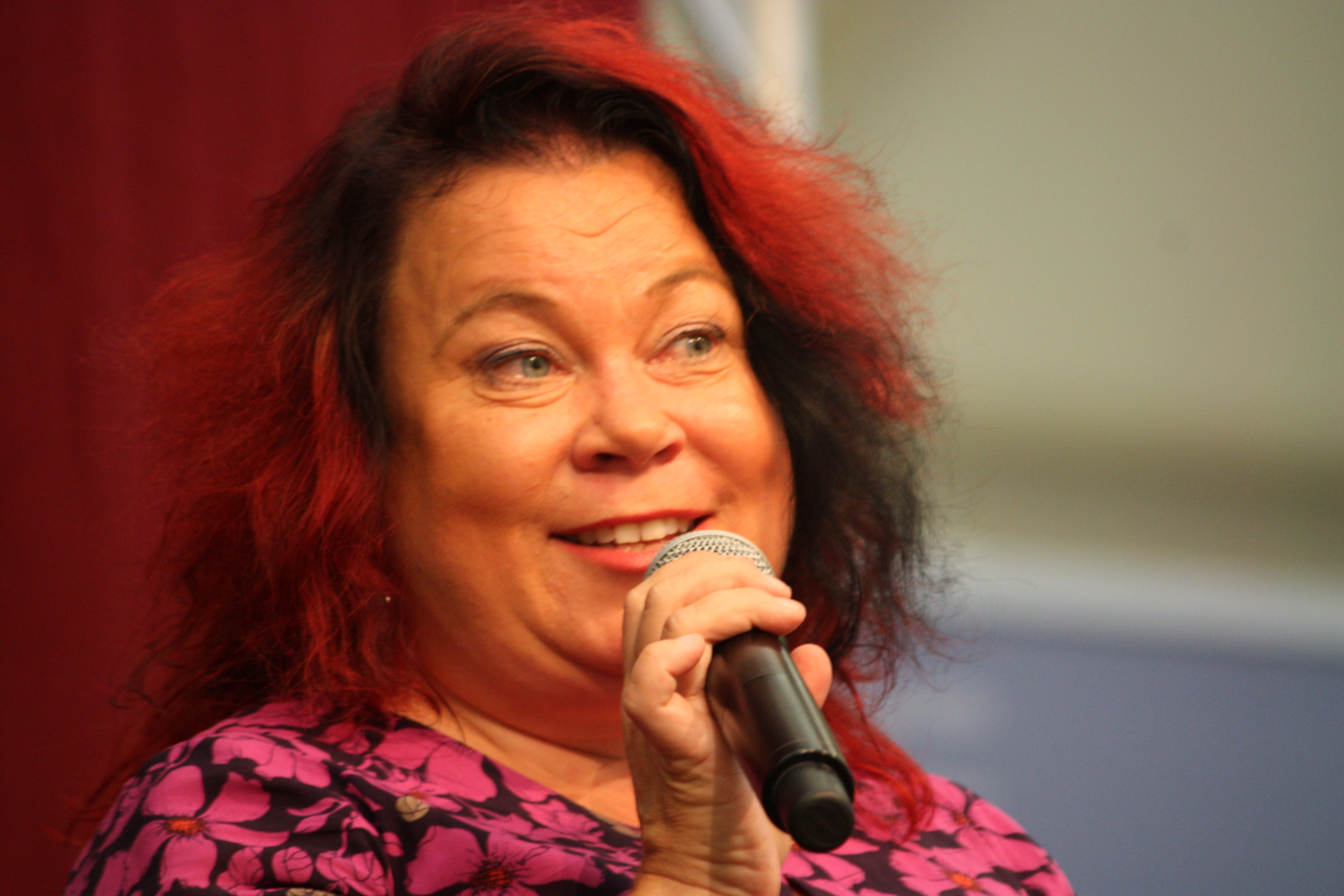
Leena Lehtolainen

### Série detektivních románů s Marií Kalliovou
- Ensimmäinen murhani (1993, Moje první vražda),
- Harmin paikka (1994),
- Kuparisydän (1995),
- Luminainen (1996, česky jako Zasněžená žena),
- Kuolemanspiraali (1997, česky jako Spirála smrti),
- Tuulen puolella (1998, česky jako Ostrov s majákem),
- Ennen lähtöä (2000),
- Veren vimma (2003, česky jako Krev v jezeře)
- Rivo Satakieli (2005),
- Väärän jäljillä (2008),
- Minne tytöt kadonneet (2010),
- Rautakolmio (2013).

### Další díla
- Ja äkkiä onkin toukokuu (1976, A najednou už je tu květen),
- Kitara on rakkauteni (1981, Kytara je má láska),
- Tappava säde (1999),
- Sukkanauhatyttö ja muita kertomuksia (2001), sbírka povídek,
- Kun luulit unohtaneesi (2002),
- Jonakin onnellisena päivänä (2004),
- Viimeinen kesäyö ja muita kertomuksia (2006), sbírka povídek,
- Luonas en ollutkaan (2007),
- Henkivartija (2009, Bodyguarka), první díl trilogie o bodyguardce Hilje Ilveskerové,
- Oikeuden jalopeura (2011, Lev práva), druhý díl trilogie o bodyguardce Hilje Ilveskerové,
- Paholaisen pennut (2012), třetí díl trilogie o bodyguardce Hilje Ilveskerové,
- Kuusi kohtausta Sadusta 2014).

## Filmové adaptace
- Rikospoliisi Maria Kallio (2003, Detektiv Maria Kallio), finský televizní seriál, režie Saara Saarela a Minna Virtanen, v hlavní roli Minna Haapkylä.

## Česká vydání
- Zasněžená žena, Hejkal, Havlíčkův Brod 2008, přeložila Markéta Hejkalová,
- Spirála smrti, Hejkal, Havlíčkův Brod 2009, přeložila Lenka Fárová,
- Ostrov s majákem, Hejkal, Havlíčkův Brod 2009, přeložila Jitka Hanušová,
- Krev v jezeře, Hejkal, Havlíčkův Brod 2010, přeložila Markéta Hejkalová.
- Bodyguarka, Argo, Praha 2014, přeložila Lenka Fárová
- Bodyguarka II. – Lev práva, Argo, Praha 2014, přeložila Lenka Fárová